# سامسونگ گلکسی آ۶
سامسونگ گلکسی آ۶ و سامسونگ گلکسی آ۶ پلاس (به انگلیسی: Samsung Galaxy A6 / A6+) تلفن‌های هوشمند میان رده اندرویدی از سامسونگ گلکسی سری آ، محصولی از سامسونگ الکترونیکس هستند که در مه ۲۰۱۸ در بازارهای اروپا، آسیا و آمریکای لاتین ، کره جنوبی، آفریقا و چین عرضه شدند. گلکسی ای۶ پلاس در بازار کره جنوبی با نام گلکسی جین و در بازار چین با نام گلکسی ای۹ استار لایت عرضه شد.

## مشخصات

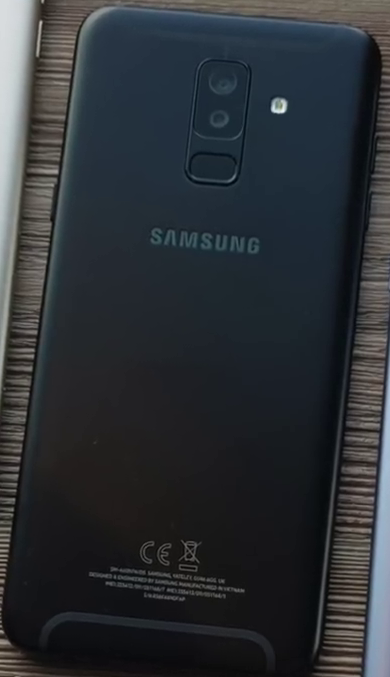
قاب پشت سامسونگ گلکسی آ۶ پلاس

### سخت‌افزار
سامسونگ گلکسی آ۶ دارای صفحه نمایش بدون حاشیهٔ ۵٫۶ اینچی سوپر امولد با رزولوشن ۷۲۰ در ۱۴۸۰ است. این گوشی از سامانه روی یک تراشه اگزینوس ۷۸۷۰ اکتا استفاده می‌کند. همچنین این گوشی دارای باتری ۳۰۰۰ میلی‌آمپر ساعتی است که از شارژ سریع پشتیبانی نمی‌کند.
سامسونگ گلکسی آ۶ پلاس نسخهٔ بزرگتر گلکسی آ۶ است و دارای صفحه نمایش بدون حاشیهٔ ۶ اینچی سوپر امولد با وضوح ۱۰۸۰ در ۲۲۲۰ پیکسل است. این گوشی دارای دوربین اصلی ۱۶ مگاپیکسلی و دوربین تشخیص عمق ۵ مگاپیکسلی در پشت و همچنین دوربین ۲۴ مگاپیکسلی در جلو است و در آن سامانه روی یک تراشه اسنپ‌دراگون ۴۵۰ مورد استفاده قرار گرفته‌است. این گوشی همچنین دارای باتری ۳۵۰۰ میلی‌آمپر ساعتی است که مانند آ۶ از شارژ سریع پشتیبانی نمی‌کند.

#### دوربین
سامسونگ گلکسی آ۶ دارای دوربین عقب و دوربین سلفی با لنز ۱۶ مگاپیکسل است.
سامسونگ گلکسی آ۶ پلاس دارای دوربین عقب دوگانه با لنز ۱۶ و ۵ مگاپیکسل است و در دوربین سلفی آن نیز از لنز ۲۴ مگاپیکسل استفاده شده‌است.

### نرم‌افزار
گلکسی آ۶ و گلکسی آ۶ پلاس با اندروید اوریو و رابط‌کاربری سامسونگ اکسپرینس ۹٫۵ عرضه شدند و هر دوی آنها قابلیت ارتقا به اندروید ۱۰ و رابط‌کاربری وان یوآی ۲ را دارند.

## بازتاب‌ها
در ۱ مه ۲۰۱۸، سی‌نت از دوربین‌های گلکسی آ۶ و گلکسی آ۶ پلاس تعریف کرد و این دو گوشی را مناسب کسانی دانست که قصد خرید گوشی سامسونگ دارند اما نمی‌خواهند مبلغ زیادی را برای خرید گلکسی اس۹ پلاس بپردازند.